# Adelaida (muller de Guillem de Santmartí)
Adelaida   (segle X - segle XI) va ser una noble catalana, muller de Guillem de Santmartí, senyor del castell de Sant Martí Sarroca i de les terres i els estanys de Calders, sobre els quals mantenia plets amb el monestir de Sant Cugat.
A la mort del seu marit (1010), les seves terres van ser expropiades pel monestir de Sant Cugat (1017), però la lluita entre les dues parts encara va durar anys,